# Lorian Hemingway
Lorian Hemingway (15 de dezembro de 1951) é uma autora e jornalista freelance norte-americana. As suas obras incluem o livro de memórias Walk on Water,  o romance Walking Into the River  e o livro de não ficção A World Turned Over, sobre a devastação da sua cidade natal, Jackson, Mississippi, pelo Candlestick Park Tornado de 1966. Publica regularmente artigos na GQ, The New York Times Magazine, Esquire, The Seattle Times, Seattle Post-Intelligencer e Rolling Stone. É filha de Gloria Hemingway e neta do escritor Ernest Hemingway e da jornalista Pauline Pfeiffer.

## Vida pessoal
Natural do Mississippi, Lorian Hemingway é filha de Gloria Hemingway e Shirley Jane Rhodes, ex-modelo da agência Powers. Cresceu em vários lugares do Sul dos Estados Unidos, incluindo Mississippi, Arkansas e Louisiana. É uma dos 12 netos do romancista americano e vencedor do Prêmio Nobel Ernest Hemingway. Pelo lado da família Rhodes, o seu avô, Henry L. Rhodes, era fazendeiro em Golddust, Tennessee, e um talentoso guitarrista, que durante a Grande Inundação do Mississippi, em 1927, tocou o seu violão para os seus filhos enquanto as águas subiam e eventualmente destruiam a sua casa. A família foi forçada a fugir num barco a remo. A tia materna de Hemingway, Freda Lassiter, uma artista talentosa, mais tarde pintaria cenas da casa da fazenda e da enchente, tema que perpassaria seu trabalho ao longo de sua vida. Lassiter foi uma grande influência para a jovem Lorian, ensinando-lhe que as escolhas que ela fazia na vida eram somente dela. Lassiter também incutiu em Hemingway, por exemplo, um grande amor pela natureza e por todos os animais. Por causa dessa marca inicial, Hemingway tornou-se um defensor do Feral Cat Project e resgata ativamente gatos selvagens.  

## Carreira
Em 1992, Lorian Hemingway foi nomeada ao Prêmio Mississippi de Artes e Letras de Ficção pelo seu romance de estreia, Walking Into the River. Em 1999, recebeu o Prêmio Conch Republic de Literatura pelo seu trabalho e dedicação ao incentivar o desenvolvimento do talento de novos escritores.
O seu trabalho foi avaliado positivamente pela crítica do The New York Times Book Review, The Boston Globe, San Francisco Chronicle, Chicago Tribune, The Washington Post e Time, entre outros. Os seus ensaios foram publicados em várias antologias, incluindo Uncommon Waters, The Gift of Trout, Headwaters, A Different Angle, Randy Wayne White's Ultimate Tarpon Guide e Growing Up in Mississippi, para citar alguns. É ex-editora geral do Flyfishing & Tying Journal.
Em 1981, Lorian Hemingway fundou o Concurso de Contos Lorian Hemingway, que é "dedicado a reconhecer as vozes de escritores que ainda não foram ouvidos". A competição, aberta não só a cidadãos dos Estados Unidos como também internacionais, atrai anualmente entre 800 e 1200 inscrições de todo o mundo.

## Obras
- Walking into the River (1992, Nova York: Simon & Schuster)
- Walk on WISBN 0-671-74642-1ater (1998, Nova York: Simon & Schuster. 250 pp).
- A World Turned Over, A Killer Tornado and the Lives It Changed Forever (2002, Nova York: Simon & Schuster. 244 pp.)

## Links externos
- Shortstorycompetition. com